# Wacław Izdebski
Wacław Izdebski (ur. 20 grudnia 1891 w Warszawie, zm. 4 czerwca 1973 w Wyrozębach) – polski aktor teatralny i radiowy.

## Życiorys
Był synem Hipolita i Eweliny Izdebskich, mężem Antoniny Stefanii Izdebskiej. W roku 1912 ukończył z odznaczeniem warszawską Szkołę Aplikacyjną. Został zaangażowany do Warszawskich Teatrów Rządowych jako inspicjent i aktor epizodyczny. Z zespołem warszawskiego Teatru Letniego był związany przez wiele lat, do roku 1939 (grał także na innych warszawskich scenach: Towarzystwa Krzewienia Kultury Teatralnej, Teatru Narodowego oraz Teatru Polskiego).

## Kariera sceniczna

### lata 10.
Oficjalnie zadebiutował, jeszcze przed wybuchem I wojny światowej, 20 października 1912 r. na scenie warszawskiego Teatru Rozmaitości, jako Mikołaj von Zimko, w węgierskim dramacie Dobrze skrojony frak autorstwa Gabora Dregely, w reżyserii Marcelego Trapszo. Inne spektakle (było ich około 60) z udziałem Izdebskiego to:
- 6 VI 1913: Dudek Georges Feydeau, reż. Marceli Trapszo – jako Dyrektor hotelu (Teatr Nowości)
- 28 II 1914: Czerwona maska Emil Godard, reż. Marceli Trapszo – jako Portier teatralny (Teatr Letni)
- 1 V 1915: Teść Adolf Abrahamowicz i Ryszard Ruszkowski, reż. Marceli Trapszo – jako Michał (Teatr Letni)
- 8 X 1915: Mąż normalny Hans Sturm, reż. Czesław Knapczyński – jako Dozorca I (Teatr Letni)
- 17 V 1917: Oj, to wdowieństwo! Ernest Grenet-Dancourt (Teatr Letni).

### lata 20.
- 30 X 1920: Powrót wiosny Tadeusz Konczyński (Teatr Rozmaitości)
- 15 X 1921: Dzieje salonu Kazimierz Wroczyński, reż. Emil Chaberski – jako lokaj (Teatr Rozmaitości)
- 27 XII 1922: Popas króla jegomości Adam Grzymała-Siedlecki – jako Mamo-Hiszpan (Teatr Rozmaitości)
- 9 X 1925: Hetman Stanisław Żółkiewski Kazimierz Brończyk, reż. Ludwik Solski – jako Rotmistrz (Teatr Narodowy)
- 19 III 1926: Księżniczka żydowska Wacław Grubiński, reż. Paweł Owerłło – jako Urzędnik pałacowy (Teatr Narodowy)
- 23 VI 1927: Książę Niezłomny Juliusz Słowacki, reż. Juliusz Osterwa – jako Niewolnik II (Teatr Narodowy)
- 7 II 1928: Romans florencki Stefan Kiedrzyński, reż. Józef Węgrzyn – jako Pierwszy żołnierz (Teatr Narodowy)
- 9 III 1928: Walka Stefan Krzywoszewski, reż. Emil Chaberski – jako Podchorąży (Teatr Narodowy)
- 18 V 1928: Zaręczyny aktorki Józef Korzeniowski, reż. Aleksander Zelwerowicz – jako Romeo (Teatr Narodowy)
- 29 XI 1928: Lelewel Stanisław Wyspiański, reż. Emil Chaberski – jako Członek Stowarzyszenia "Klub Patriotyczny" (Teatr Narodowy)
- 1 II 1929: Panienka z dancingu Stefan Krzywoszewski, reż. Emil Chaberski – jako Pierwszy młodzieniec (Teatr Letni)
- 22 III 1929: Król Stefan Batory Stanisław Szpotański, reż. Ludwik Solski – jako Dworzanin (Teatr Narodowy)
- 4 V 1929: Radziwiłł Panie Kochanku[3] Józef Ignacy Kraszewski, reż. Emil Chaberski – jako Dworzanin II (Teatr Narodowy)
- 23 VIII 1929: Wiosna Narodów (w Cichym Zakątku)[4] Adolf Nowaczyński, reż. Emil Chaberski – jako Klubista (Teatr Narodowy).

### lata 30.
- 20 III 1930: Maman do wzięcia Adam Grzymała-Siedlecki, reż. Emil Chaberski – jako Andrzej (Teatr Letni)
- 10 X 1930: Młody las Jan Adolf Hertz, reż. Antoni Bednarczyk – jako Wolski (Teatr Narodowy)
- 24 X 1930: Nie rzucaj mnie madame Stefan Kiedrzyński, reż. Paweł Owerłło – jako Pierwszy gość (Teatr Letni)
- 21 I 1931: Piękne Polki Stanisław Miłaszewski, reż. Józef Węgrzyn – jako Szczepan (Teatr Narodowy)
- 8 VI 1935: Wachlarz lady Windermere Oscar Wilde, reż. Aleksander Węgierko – jako Gwido Berkeley (Teatr Narodowy)
- 4 IV 1939: Hamlet William Shakespeare, reż. Aleksander Węgierko – jako Woltymand (Teatr Polski).

### lata 40.
- 17 VI 1945: Sekretarka pana prezesa Laszlo Fodor, reż. Stefan Wroncki – jako Kwapil (Teatr Popularny)
- 3 IX 1945: Obcym wstęp wzbroniony scen. i reż. Helena Buczyńska – jako Żandarm (MTD: Teatr Mały)
- 3 XII 1945: Obcym wstęp wzbroniony scen. i reż. Helena Buczyńska – jako Żandarm (MTD: Teatr Powszechny)
- 25 XII 1945: Placówka wg Bolesława Prusa, reż. Zygmunt Bończa-Tomaszewski – jako Stary Hammer (MTD: Teatr Comoedia)
- 21 I 1946: Obcym wstęp wzbroniony scen. i reż. Helena Buczyńska – jako Żandarm (MTD: Teatr Comoedia)
- 19 V 1946: Droga do świtu Bohdan Pepłowski, reż. Zygmunt Bończa-Tomaszewski – jako Pan z Wareckiej (MTD: Teatr Comoedia)
- 17 IX 1946: Wesele (dramat) Stanisław Wyspiański, reż. Kazimierz Wilamowski – jako Dziad (MTD: Teatr Rozmaitości)
- 11 I 1947: Dwa teatry (dramat) Jerzy Szaniawski, reż. Jan Kochanowicz – jako kapitan (MTD: Teatr Powszechny)
- 7 II 1947: Wróg ludu Henrik Ibsen, reż. Hugon Moryciński – jako Uczestnik zebrania (MTD: Teatr Powszechny)
- 24 V 1947: Wiele hałasu o nic William Shakespeare, reż. Zbigniew Sawan – jako Zakrystian (MTD: Teatr Mały)
- 21 X 1947: Ożenek (dramat) Nikołaj Gogol, reż. Karol Borowski – jako Woźnica (MTD: Teatr Rozmaitości)
- 6 X 1948: Powrót R. de Flers i F. de Croisset, reż. Stefan Wroncki – jako Francis (MTD: Teatr Mały)
- 26 XI 1948: Śmierć Tarełkina Aleksandr Suchowo-Kobylin, reż. Bohdan Korzeniewski (Teatr Rozmaitości)
- 3 II 1949: Bajka Michaił Swietłow, reż. Gustawa Błońska – jako Starzec I (Teatr Rozmaitości)
- 10 III 1949: Lekkomyślna siostra Włodzimierz Perzyński, reż. Dobiesław Damięcki – jako lokaj (Teatr Rozmaitości)
- 26 XII 1949: Mazepa (dramat) Juliusz Słowacki, reż. Dobiesław Damięcki – jako Pasek (Teatr Rozmaitości).

### lata 50.
- 15 IX 1950: Jak wam się podoba William Shakespeare, reż. Władysław Krasnowiecki – jako Dionizy (Teatr Narodowy)
- 7 IV 1951: Tysiąc walecznych Jan Rojewski, reż. Władysław Krasnowiecki – jako Klepacz (Teatr Narodowy)
- 15 VII 1951: Sułkowski Stefan Żeromski – jako Służący Księcia (Teatr Narodowy)
- 5 VII 1952: Rewizor (komedia) Nikołaj Gogol, reż. Bohdan Korzeniewski – jako Gość (Teatr Narodowy)
- 6 II 1953: Bobrowe futro Gerhart Hauptmann, reż. Stanisław Daczyński – jako Żandarm (Teatr Narodowy)
- 19 VII 1953: Rzeczpospolita zapłaci Halina Auderska, reż. Józef Wyszomirski – jako Pokojowiec (Teatr Narodowy)
- 26 X 1954: Człowiek z karabinem Nikołaj Pogodin, reż. Bohdan Korzeniewski – jako Robotnik I (Teatr Narodowy)
- 21 IV 1956: Kordian (dramat) Juliusz Słowacki, reż. Erwin Axer – w podwójnej roli: m.in. jako Szwajcar (Teatr Narodowy)
- 15 XI 1956: Niewiele brakowało Thornton Wilder, reż. Jerzy Rakowiecki – jako Uchodźca (Teatr Narodowy)
- 24 VII 1957: Muchy Jean-Paul Sartre, reż. Erwin Axer – jako mężczyzna z tłumu (Teatr Narodowy)
- 27 III 1958: Panna mężatka Józef Korzeniowski, reż. Janusz Strachocki – jako Jakub (Teatr Narodowy)
- 25 X 1958: Książę Homburg Henryk Kleist, reż. Wilam Horzyca – jako Wieśniak (Teatr Narodowy)
- 14 III 1959: Za kulisami (Tyrtej) Cyprian Kamil Norwid, reż. Wilam Horzyca – jako Służący z szalem (Teatr Narodowy).

### lata 60.
- 1 VI 1960: Wieczór Trzech Króli Shakespeare William, reż. Józef Wyszomirski – jako Służący (Teatr Narodowy)
- 15 XII 1960: Żywy trup Lew Tołstoj, reż. Józef Wyszomirski – jako lokaj Kareninów (Teatr Narodowy)
- 3 V 1961: Szkoła obmowy Wojciech Bogusławski, reż. Władysław Krasnowiecki – jako Józef (Teatr Narodowy)
- 2 VI 1962: Barbara Radziwiłłówna (dramat) Alojzy Feliński, reż. Kazimierz Dejmek – jako Członek delegacji sejmowej (Teatr Narodowy)
- 27 II 1963: Przygoda z Vaterlandem Leon Kruczkowski, reż. Kazimierz Dejmek – jako Woźny magistratu (Teatr Narodowy).

## Telewizja
Za debiut i jedyny występ telewizyjny można uznać jego rolę odegraną 4 lutego 1957 r., w Teatrze Telewizji, w sztuce Pani Williams i pioruny Marka Twaina, wyreżyserowanej przez Marka T. Nowakowskiego.

## Radio
Po raz pierwszy przed mikrofonami Teatru Polskiego Radia pojawił się 25 września 1949 r., w roli Dworzanina, w sztuce pt. Nagroda (wg białoruskiej baśni ludowej), wyreżyserowanej przez Zbigniewa Kopalko.
- 28 IV 1950: Kto jest najpotężniejszy na ziemi? reż. Zbigniew Kopalko
- 7 XI 1953: Mikita Bratuś Ołeś Honczar, reż. Zbigniew Kopalko
- 14 IV 1959: Szczurołap Emil František Burian, reż. Zbigniew Kopalko.

## Przebieg pracy
W trakcie swej 53-letniej kariery aktorskiej występował wyłącznie na deskach 9 warszawskich teatrów:
- Teatr Rozmaitości w Warszawie: 1912–1914, 1920–1922, 1946–1950
- Teatr Nowości w Warszawie: 1913
- Teatr Letni w Warszawie: 1914–1917, 1929–1930
- Teatr Narodowy (Warszawa): 1914–1935, 1950–1964
- Teatr Polski im. Arnolda Szyfmana w Warszawie: 1935–1939
- Teatr Popularny (Warszawa): 1945
- Teatr Comoedia (Warszawa): 1945–1946
- Teatr Powszechny w Warszawie: 1945–1947
- Teatr Mały w Warszawie: 1945–1948.

Na emeryturę przeszedł w roku 1965.

## Śmierć

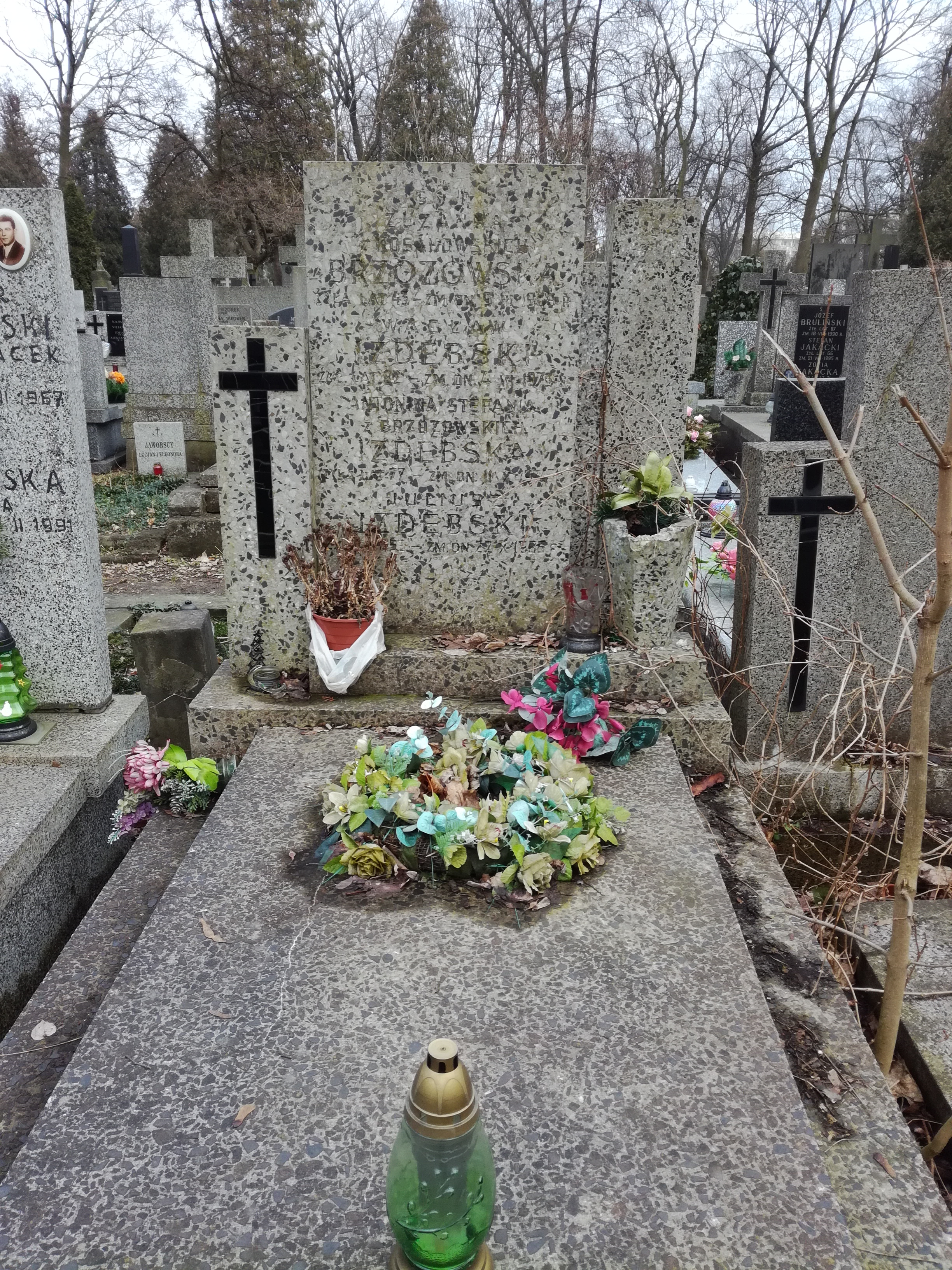
Grób Wacława Izdebskiego na cmentarzu Bródnowskim w Warszawie

Aktor zmarł w wieku 81 lat. Został pochowany na cmentarzu Bródnowskim (kw. 15B, rząd VI, grób 6).